# 黃啟昌 (數學家)

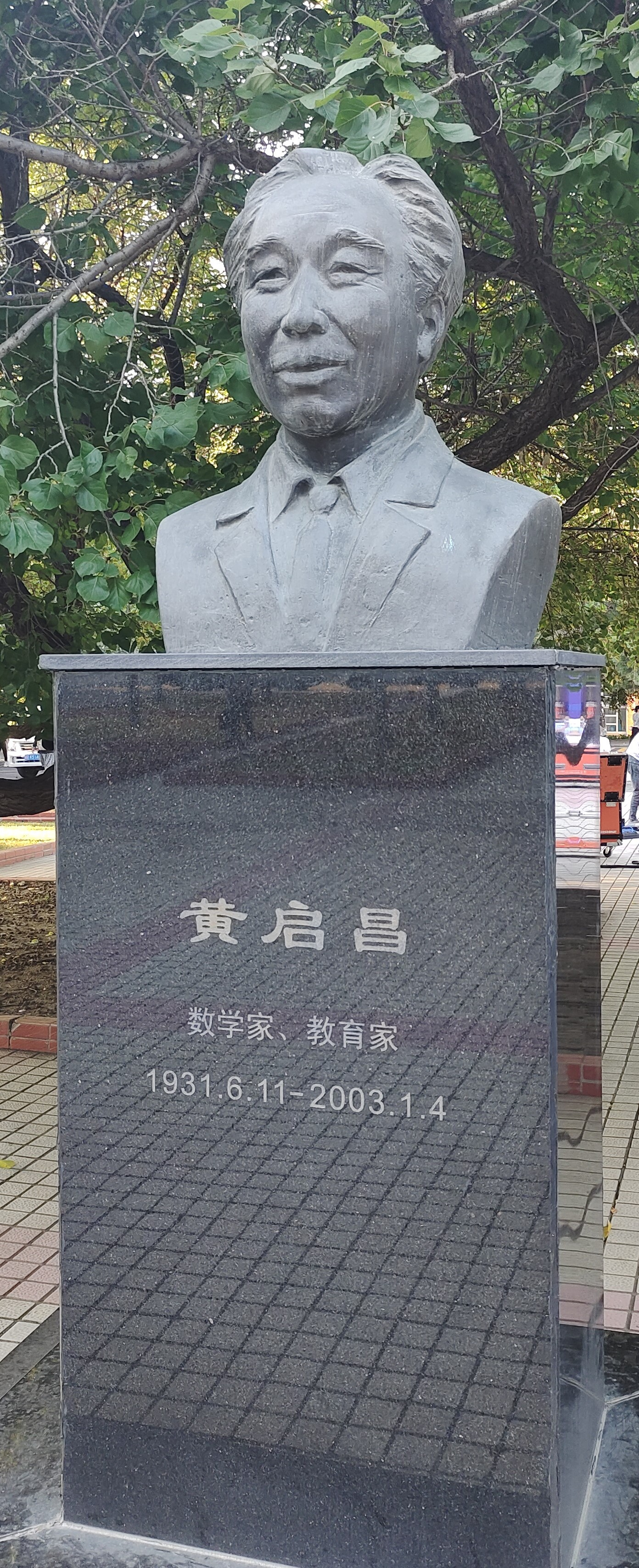
黃啟昌塑像，位於東北師範大學

黃啟昌（1931年6月11日—2003年1月4日），又名啟瑲，四川巴縣（今重慶）人，中國數學家、教育家，中國共產黨黨員，主要研究泛函微分方程，為此領域主要學術領導人之一。為國家級有突出貢獻專家。

## 生平
1931年生於四川巴縣（今重慶）。1953年本科畢業於東北師範大學數學系，留校任教，歷任教研室副主任、系副主任、系主任、副校長等。1956年6月加入中國共產黨。1986年—1992年間任東北師範大學校長。又曾任吉林省人大常委、文教衛委員會主任、全國政協委員。2003年去世。

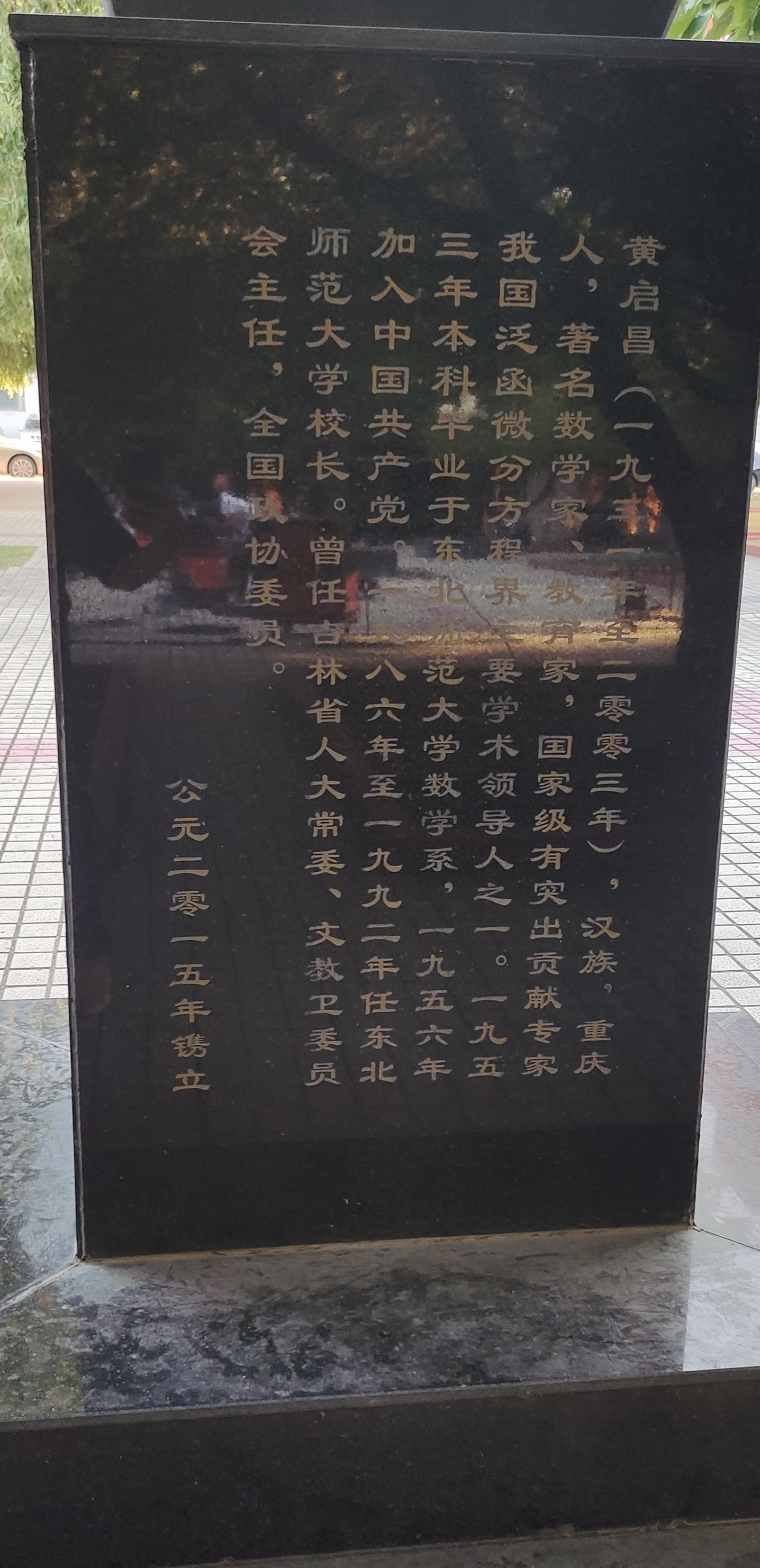
黃啟昌塑像碑陰所刻傳文